# ایماتیا
ایماتیا (به لاتین: Imathia) یک منطقهٔ مسکونی در یونان است که در مقدونیه مرکزی واقع شده‌است. ایماتیا ۱٬۷۰۱ کیلومتر مربع مساحت و ۱۴۰٬۶۱۱ نفر جمعیت دارد. از واحدهای استانی یونان به‌شمار می‌رود. یعنی از ناحیه‌های یونان در مقدونیه مرکزی است. مرکز ایماتیا شهر ورویا است.